# Gerard van de Ven (1941-2017)
Gerardus Petrus (Gerard) van de Ven (Breda, 28 oktober 1941 – Nijmegen, 28 oktober 2017) was bijzonder hoogleraar waterstaatsgeschiedenis aan de Universiteit van Amsterdam. 

## Levensloop
Gerard van de Ven werd op 28 oktober 1941 Breda geboren. Hij volgde het middelbaar onderwijs aan het Onze Lieve Vrouwelyceum in die stad en hij behaalde in 1960 zijn HBS-diploma. Het vertrok daarna naar Nijmegen om sociale geografie met verzwaard bijvak geschiedenis te studeren aan de toenmalige Katholieke Universiteit Nijmegen. Deze studiecombinatie verschafte hem twee eerstegraads bevoegdheden, een voor aardrijkskunde en een voor geschiedenis. In 1969 werd het doctoraal examen afgelegd en daarna kreeg Van de Ven een aanstelling als leraar aardrijkskunde en geschiedenis aan het toenmalige Dominicuscollege. In 1973 werd Van de Ven benoemd als wetenschappelijk medewerker historische geografie. Deze functie werd gecombineerd met die van  bibliothecaris bij het Geografisch Instituut van de Katholieke Universiteit. Voor die laatste functie volgde hij ook de postdoctorale opleiding bibliotheekwetenschap aan de Universiteit van Amsterdam. In 1976 promoveerde hij bij Jan Josephus Poelhekke op een proefschrift over het graven van het Pannerdens kanaal. In 1991 maakte Van de Ven gebruik van een afvloeiingsregeling voor wetenschappelijk personeel ouder dan 50 jaar in het kader van de zogenaamde SGK regeling. In 1998 werd hij benoemd tot bijzonder hoogleraar ‘Waterstaatsgeschiedenis vanaf 1500 tot heden, in het bijzonder het Ancien Régime’. Deze leerstoel werd gefinancierd door de Stichting Schilthuisfonds. In 2006 ging hij met emeritaat.

## Wetenschappelijk werk
Met zijn dissertatie ‘Aan de wieg van Rijkswaterstaat, Het graven van het Pannerdens Kanaal’ vestigde Van de Ven in 1976 zijn naam als de Waterstaatsspecialist van Nederland. In deze historisch-geografische studie richt Van de Ven zijn aandacht op de inspanningen tot verbetering en stabilisatie van de waterverdeling tussen de drie takken van de Rijn: de Waal, de Neder-Rijn en de IJssel. Aan de hand van een groot aantal historische documenten en kaarten worden de werken beschreven ter verbetering van de waterafvoer. Hij heeft ook veel aandacht voor de organisatorische aspecten van dit waterbeheersingsprobleem. De samenwerking bij het graven van het Pannerdens Kanaal legde de basis voor de vorming van het nationale bestuursorgaan Rijkswaterstaat.
Van grote invloed was ‘Leefbaar laagland. Geschiedenis van de waterbeheersing en landaanwinning in Nederland’, dat in 1993 onder redactie van Van de Ven verscheen en dat daarna in vele drukken werd uitgebreid en geactualiseerd. De laatste druk verscheen in 2003. Het initiatief voor dit boek werd genomen vanuit de Nederlandse afdeling van het ICID, het International Committee of Irrigation and Development. Lag voorheen het accent in de waterstaatsgeschiedenis vooral op de rechtshistorische aspecten, in dit boek krijgt de historisch-geografische invalshoek meer aandacht. In de latere drukken is er ook veel aandacht voor de interactie van mens en water. 

## Publicaties, een selectie
- Aan de wieg van Rijkswaterstaat, Het graven van het Pannerdens Kanaal, Nijmegen, 1976, Dissertatie Katholieke Universiteit Nijmegen. Ook als handelseditie verschenen: Zutphen, Walburg Pers, 1976, Gelderse Historische Reeks VIII.
- G.P. van Ven (red.), Leefbaar laagland. Geschiedenis van de waterbeheersing en landaanwinning in Nederland, Utrecht, Uitgeverij Matrijs, 1993 (herdrukken in 1993, 1994, 1996 en 2003)
- Man-made Lowlands, History of Water Management and Land Reclamation in the Netherlands, Utrecht, Uitgeverij Matrijs, 1993. Engelse vertaling van ‘Leefbaar Laagland’ Ongewijzigde herdrukken verschenen in 1994 en 1996. Een herziene en vermeerderde uitgave verscheen in 2004
- Met A.M.A.J. Driessen, Niets is bestendig, De geschiedenis van de rivieroverstromingen in Nederland, Utrecht, Uitgeverij Matrijs, z.j. (1995). Met medewerking van H.J. Wasser en W. Wolters, 1996
- Met A.M.A.J. Driessen, Het Hollandsch-Duitsch Gemaal, Een waterstaatkundig monument tussen Nijmegen en Kleef, Das Holländisch-Deutsche Pumpwerk, Ein Kulturdenkmal der Wasserwirtschaft zwischen Nimwegen und Kleve, Utrecht, Uitgeverij Matrijs, 1999.
- Met A.M.A.J. Driessen, In de ban van Maas en Waal, Waterschapszorg in verleden, heden en toekomst (Tiel, Waterschap Rivierenland, 2004).

- Bibliothèque nationale de France: cb12818548b (data)
- Digitale Bibliotheek voor de Nederlandse Letteren: ven_029
- Gemeinsame Normdatei: 172437792
- International Standard Name Identifier: 0000 0000 3111 1994
- Library of Congress Control Number: n94033379
- NARCIS: PRS1241262
- Nationale Bibliotheek van Tsjechië: jo20191059968
- Nederlandse Thesaurus van Auteursnamen: 068389035
- Système universitaire de documentation: 066895081
- Virtual International Authority File: 39504938
- WorldCat: E39PBJptV4tGXf7yBhCF6WdCwC